# Villanovafranca
Villanovafranca – miejscowość i gmina we Włoszech, w regionie Sardynia, w prowincji Sud Sardegna.
Według danych na rok 2004 gminę zamieszkiwały 1492 osoby, 55,3 os./km². Graniczy z Barumini, Escolca, Gesico, Guasila, Las Plassas i Villamar.